# Rafajnaújfalu
Rafajnaújfalu (ukránul Рафайновe (Rafajnove / Rafaynove), korábban Рафальове (Rafaljove / Rafal'ove), oroszul Рафалёво (Rafaljovo)) falu Ukrajnában, a Beregszászi járásban.

## Fekvése
Rafajnaújfalu a Beregszászi járásban található, azon belül a Kaszonyi kistérséghez tartozik. Munkácstól 22 km-re délnyugatra, a Szernye-patak partján helyezkedik el, Zápszony társközségeként. Beregszásztól 28 km-re, a legközelebbi nagyobb településtől, Nagydobronytól pedig 17 km-re található. A falun átvezető egyetlen főút kulcsfontosságú a közlekedés szempontjából, mivel a falu félreeső helyen fekszik, és megközelítése nehézkes.
A környezet sík területekből áll, amelyek mezőgazdasági művelés alatt állnak. A tájat szántóföldek és legelők uralják, melyek fontos szerepet játszanak a helyi gazdaságban. Kisebb erdős területek is találhatók a környéken, gazdag növény- és állatvilággal. Az éghajlat mérsékelt-szárazföldi, meleg nyarakkal és hideg telekkel, viszonylag alacsony csapadékmennyiséggel. Az évi középhőmérséklet körülbelül 9-10 °C, az éves csapadékmennyiség pedig általában 600-800 mm között mozog.

## Nevének eredete
A falu az 1270-ben oklevélben szereplő Rafajn nevét viseli.

## Története
Nevét az oklevelek 1270-ben említették először a Lónyai uradalom határjárásában, mint Mihály fia Rophoyn földjét. A falut a Roffain család alapította a 13. században. 1482-ben „Rafajna” néven említik. 1566-ban a tatárok elpusztították.
A 18. század végén Vályi András így ír róla: „RAFAJNA. Szabad puszta Bereg Vármegyében, földes Ura Gr. Schönborn Uraság, lakosai görög katolikusok, fekszik N. Lucskához 1 fertály mértföldnyire, határja egyenes fekvésű, ’s nevezetes makkoló erdeje van.”
Fényes Elek 1851-ben kiadott geográfiai szótárában így ír a faluról: „Ujfalu (Rafajna), Bereg vármegyében, magyar falu, Munkácshoz délre 3 mfdnyire: 3 rom. kath., 14 gör. kath., 452 ref. lak. Ref. anyaszentegyház. Határa egészen róna s igen termékeny; fája, szénája elég. F. u. többen.”
A trianoni békéig Bereg vármegye Mezőkaszonyi járásához tartozott. Az első világháborút követően a község a mesterségesen létrehozott Csehszlovákiához került, majd 1938-tól ismét Magyarországhoz tartozott 1944 őszéig, amikor a szovjet csapatok megszállták.
Ennek következtében 1945-ben az Ukrán Szovjet Szocialista Köztársaság, s ezzel együtt a Szovjetunió részévé vált. 1991 óta a független Ukrajna része.

## Népessége
- 1910-ben 676, túlnyomórészt magyar lakosa volt.
- 2005-ben 990 lakosából 968 (95%) magyar.

## Nevezetességek
- Református temploma az 1733-ból való fatemplom helyén épült 1828-ban, klasszicista stílusban.

## Testvérvárosa
|              | Ország       | Város      | Megye / Körzet / Régió / Állam |
| ------------ | ------------ | ---------- | ------------------------------ |
| Magyarország | Magyarország | Jánoshalma | Bács-Kiskun                    |